# Сер (Верхние Альпы)
Сер (фр. Serres, окс. Sèrres) — коммуна во Франции, находится в регионе Прованс — Альпы — Лазурный Берег. Департамент коммуны — Верхние Альпы. Главный город кантона Сер. Округ коммуны — Гап.
Код INSEE коммуны — 05166.

## Население
Население коммуны на 2008 год составляло 1334 человека.
| 1962 | 1968 | 1975 | 1982 | 1990 | 1999 | 2008 |
| ---- | ---- | ---- | ---- | ---- | ---- | ---- |
| 1031 | 1256 | 1283 | 1200 | 1106 | 1204 | 1334 |

## Экономика
В 2007 году среди 708 человек в трудоспособном возрасте (15—64 лет) 505 были экономически активными, 203 — неактивными (показатель активности — 71,3 %, в 1999 году было 66,2 %). Из 505 активных работали 429 человек (227 мужчин и 202 женщины), безработных было 76 (33 мужчины и 43 женщины). Среди 203 неактивных 44 человека были учениками или студентами, 88 — пенсионерами, 71 были неактивными по другим причинам.

## Достопримечательности
- Церковь Сент-Аре, исторический памятник с 1872 года
- Мэрия, исторический памятник с 1927 года
- Дом Ледигьер, исторический памятник с 2000 года

## Фотогалерея

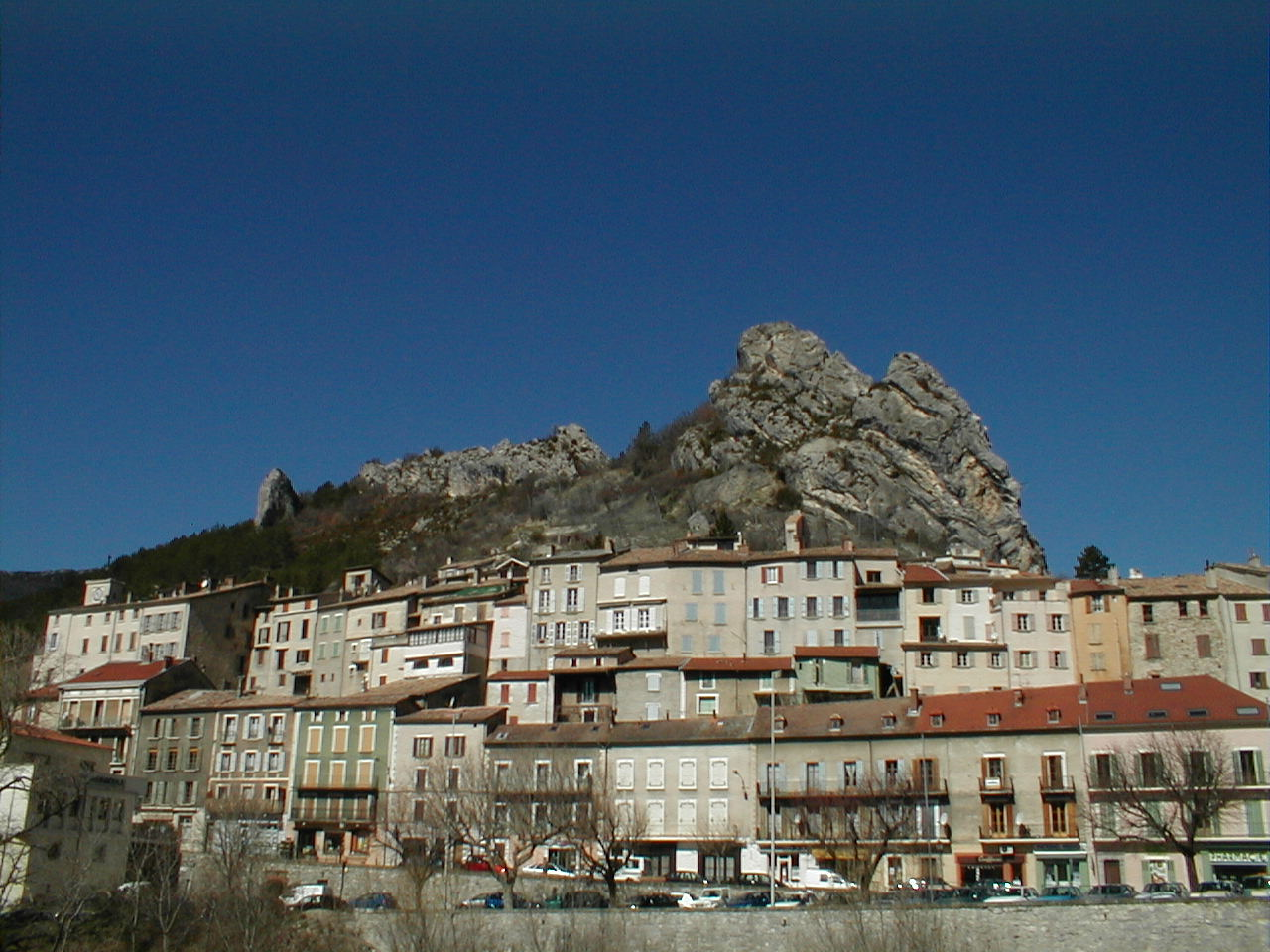
Сер
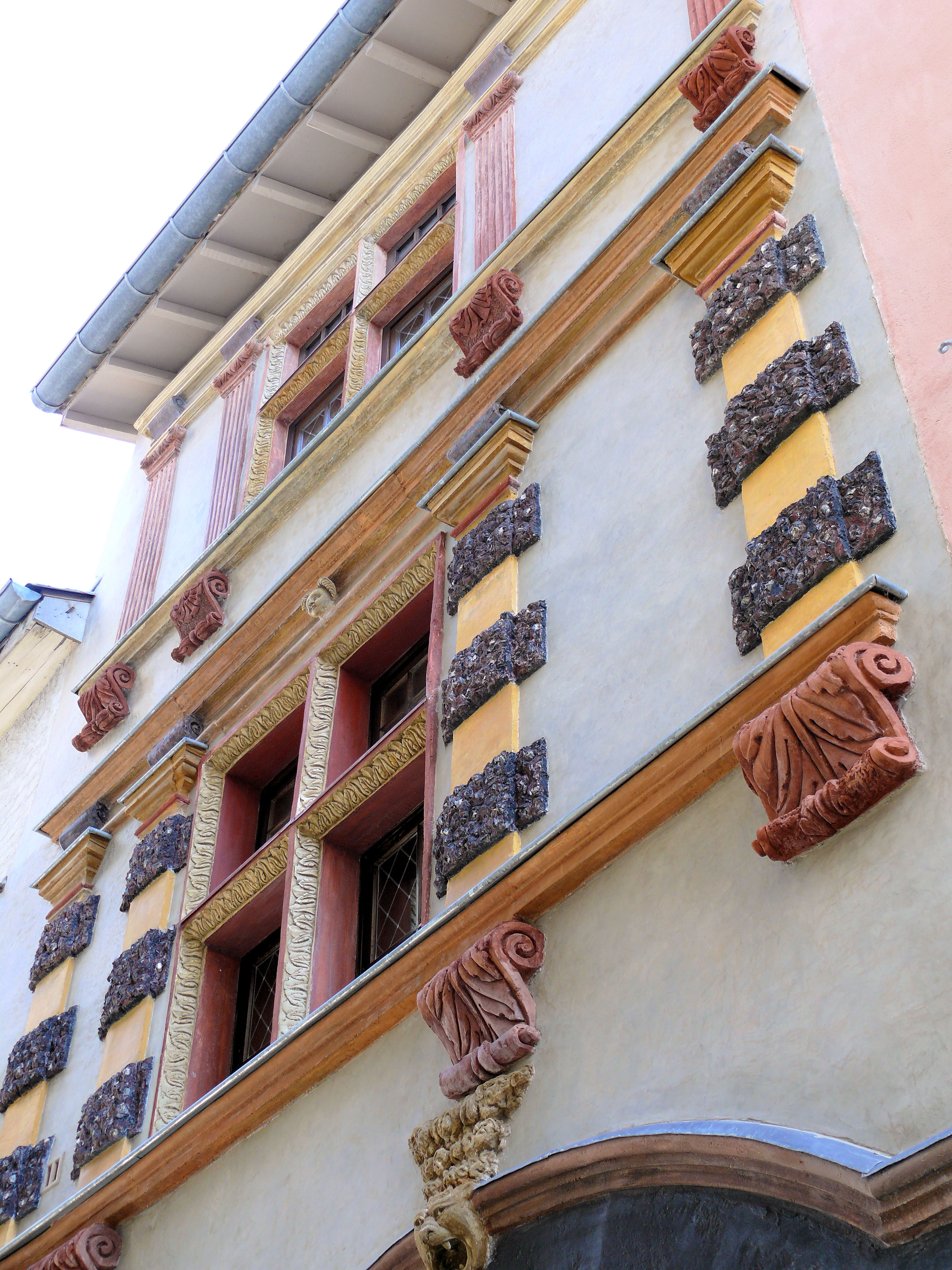
Дом Ледигьер
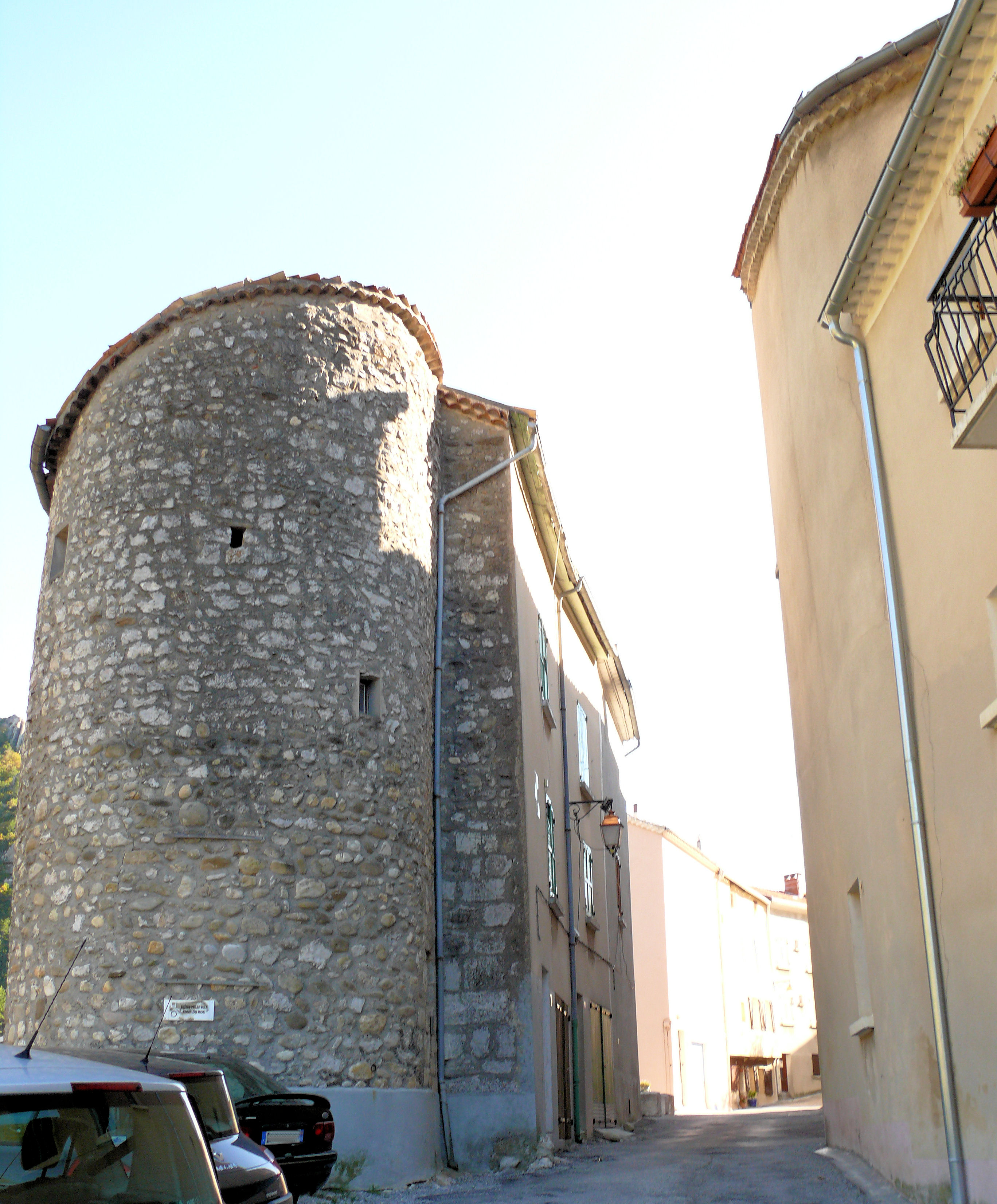
Бывшие городские ворота Сен-Клод
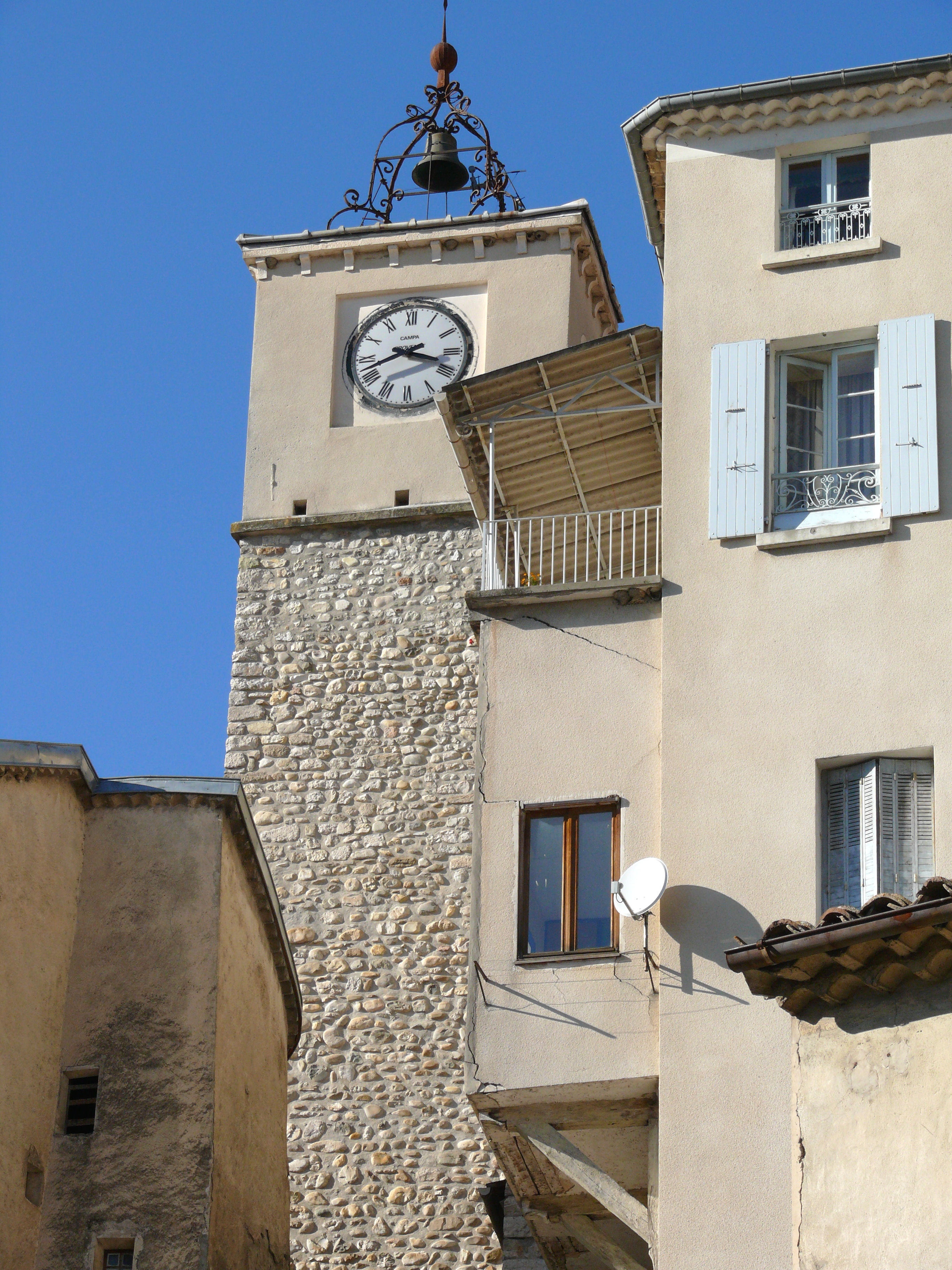
Башня с часами